# Xumni (Kamtxatka)
|  | Per a altres significats, vegeu «Xumni». |

Xumni (en rus: Шумный) és un poble (un possiólok) del krai de Kamtxatka, a Rússia, que el 2021 tenia 23 habitants. Pertany al districte d'Ust-Bolxeretsk.